# DKW-Vemag Fissore
O DKW-Vemag Fissore foi um automóvel brasileiro produzido pela Vemag entre 1964 e 1967, utilizando chassis e mecânica DKW (representada no Brasil pela Vemag) e carroceria idealizada pela Carrocerias Fissore, da Itália. Representou uma tentativa da Vemag de entrar em um mercado de automóveis mais sofisticados. Foram produzidas 2.638 unidades, conforme Paulo César Sandler (2006), ou 2.489 unidades, conforme Paulo Renato Arantes.
Em seu lançamento, em junho de 1964, era considerado pela imprensa especializada como um automóvel enxuto, prático, de linhas sóbrias e elegantes e que oferece ampla visibilidade ao motorista e seu passageiro. Recentemente, foi lembrado em 2008 durante o lançamento do Fiat Siena, pelas semelhanças de suas linhas e pela localização de faróis e lanternas.
Conforme a revista Quatro Rodas, o Fissore custava na época de seu lançamento Cr$ 6.950.000, cerca de 25% mais caro que um Belcar.

## Histórico
Em 1961 a Vemag decidiu entrar no mercado de automóveis de luxo, ao mesmo tempo em que buscava, pensando a longo prazo, encontrar alternativas tecnológicas aos modelos oferecidos pela DKW. Desse modo, entra em contato com a Carrocerias Fissore, da Itália, especializado no projeto de carrocerias para automóveis.
Em 1962 a Vemag recebeu um protótipo com uma estética interessante, mas relativamente pobre em termos de acabamento interno. Nesse mesmo ano o carro foi apresentado no Salão do Automóvel.
Em junho de 1964 foi finalmente lançado no mercado brasileiro. Foi o primeiro modelo da Vemag equipado com o Lubrimat.
O modelo comercializado no segundo semestre de 1965 sofreu pequenas modificações na forma da tampa do porta malas. Ela ia até a linha do para-choques e passa a ser mais curta, terminando antes do friso colocado na linha média do veículo.
O modelo de 1966 recebeu um novo modelo de tanque de combustível, integrado ao fundo do porta malas. A entrada de combustível foi transferida da lateral para a traseira do veículo, atrás da placa. Além disso, passou a ter sistema de circulação de ar aquecido, retorno automático do pisca e freios dianteiros a disco como opcionais.
Em 1967 sofreu alterações estéticas na grade frontal e nas lanternas traseiras, seguindo aproximadamente as modificações do Belcar e da Vemaguet. O sistema elétrico foi adaptado para 12 V.
A história do carro chegaria a um final prematuro ainda naquele ano: a absorção da DKW pela Volkswagen, quase onze anos antes, finalmente se faz sentir no Brasil. A Vemag fechou suas portas, levando com ela toda linha DKW.

## Características técnicas
As características apresentadas correspondem ao Fissore 65, testado pela Revista Quatro Rodas, que permaneceram aproximadamente as mesmas para todos os modelos. O modelo de 1967 tinha a instalação e os equipamentos elétricos em 12 V.

### Motor e transmissão
DKW-Vemag S, especialmente fornecido para o Fissore: ciclo de dois tempos, resfriado a água por termo-sifão (sem bomba de água), três cilindros em linha com 74 mm de diâmetro e 76 mm de curso, volume de 981 cm³ (1000 cc), taxa de compressão de 8:1, potência de 60 cv SAE a 4500 rpm, torque de 9 kg.m a 2500 rpm, com sistema Lubrimat para lubrificação automática.
Umas das características desse motor, é possuir 7 peças móveis, sendo elas 3 pistões, 3 bielas e 1 virabrequim e não utilizar bomba d'água (é utilizado sifão).
Carburador descendente Brosol 40 CIB, com gicleur principal 135, gicleur de combustível de marcha lenta g-50, corretor de ar da marcha lenta 1,7, corretor de ar principal 110, gicleur de combustível do afogador 160, corretor de ar do afogador 3,5, venturi 32, emulsionador 46, agulha da bóia 1,5 e parafuso de ajuste da mistura da marcha aberto 4 a 5 meias voltas.
Caixa de câmbio com 4 marchas a frente, todas sincronizadas, uma a ré com roda livre desligável por cabo abaixo do painel.
Embreagem tipo monodisco a seco, com embreagem semi-automática Saxomat opcional. Folga da embreagem na borboleta de ajuste de aproximadamente 4 mm, não aplicável para a embreagem semi-automática Saxomat.

### Chassis
- Chassis construído em tubos com perfis retangulares.

### Suspensão
- Suspensão dianteira com mola transversal com fitas de polietileno, acima, e braços de suspensão triangulares, abaixo;
- Suspensão traseira em eixo flutuante da Auto Union.
- Molas transversais com fitas de polietileno em conjunto com dois amortecedores telescópicos em ação dupla, uma na dianteira e outra na traseira.

### Direção
- Direção tipo pinhão e cremalheira, com barra em duas partes;
- Relação da direção 19,2:1;
- Diâmetro de viragem 11,5 m.

### Rodas e Pneus
- Rodas 4½J x 15, com 5½J x 15 opcionais;
- Pneus 560 x 15 com quatro lonas, com ombro de segurança;
- Pressões dos pneus dianteiros: 19 a 21 psi, pressões dos pneus traseiros: 19 a 24 psi.
- Distância entre eixos: 2,45 m;
- Bitola dianteira: 1,29 m;
- Bitola traseira: 1,35 m.
- Convergência (carregado): 0 a 2 mm.

### Freios
- Freio de serviço: hidráulico, efetivo nas quatro rodas, sendo Duplex nas rodas dianteiras e Simplex nas rodas traseiras.
- Freio de estacionamento: mecânico, efetivo nas rodas traseiras.
- Diâmetros dos tambores de freio dianteiros e traseiros: 230 mm;
- Largura das lonas de freio dianteiros e traseiros: 50 mm;
- Superfície ativa do freio: 715 cm²;
- Superfície ativa do freio de estacionamento: 339 cm².

### Lubrificantes
Óleo SAE 20, API Serviço MS-DG, para o motor; óleo SAE 40 ou 30, para o purificador de ar; óleo SAE 90 mineral puro, para a caixa de câmbio; graxa fluida para engrenagens, para a direção; graxa lubrificante multi uso, para o chassis, a articulação de tração e os rolamentos; graxa Bosch FT 1-V 4 ou outra graxa resistente ao calor, para o eixo excêntrico dos platinados.

### Instalação e equipamentos elétricos
Bateria de 6 V, 75 Ah, 13 placas; gerador de 6 V, 160W a 2400 rpm; motor de partida de 6 V, 0,4 cv; ignição Auto Union por bateria, ordem de ignição 1-2-3, avanço de ignição automático por contrapeso centrífugo, dependente das rotações do motor; folga dos platinados, 0,4 mm; velas (1) Bosch M-145 T1 ou M-175 T1, (2) Beru 175, (3) Champion K11 ou KI13, ou (4) NGK A7; potência dos faróis, baixos 80W, altos 180W.

### Dimensões e pesos
- Comprimento: 4,48 m;
- Largura: 1,62 m;
- Altura: 1,44 m;
- Altura livre do solo: 20,7 cm.
- Peso vazio: 1.035 kg;
- Carga útil: 475 kg.
- Peso total admissível no eixo dianteiro: 635 kg;
- Peso total admissível no eixo traseiro: 915 kg;
- Peso total admissível: 1.550 kg.
- O tanque de combustível tem capacidade para aproximadamente 45 litros, incluindo cerca de 8 litros para reserva. O reservatório do Lubrimat tem capacidade para aproximadamente 3,5 litros. A caixa de câmbio tem capacidade para 2,5 litros, sendo 2,25 litros no reabastecimento. O sistema de arrefecimento tem capacidade para cerca de 8 litros de água.

### Desempenho
- Velocidade máxima estimada: 125 a 130 km/h.
- Aceleração de 0 a 80 km/h em 14,2 s;
- Aceleração de 0 a 100 km/h em 23,1 s;
- Aceleração de 0 a 120 km/h em 39,1 s.
- Consumo de combustível na cidade: média de 6,7 km/l;
- Consumo na estrada: média de 8,5 km/l;
- Consumo de 10,7 km/l a velocidade constante de 40 km/h em terceira marcha e de 12,2 km/l em quarta marcha;
- Consumo de 12,7 km/l a velocidade constante de 60 km/h;
- Consumo de 11,6 km/l a velocidade constante de 80 km/h;
- Consumo de 10,3 km/l a velocidade constante de 100 km/h;
- Consumo de 10,1 km/l a velocidade constante de 120 km/h.

## O controvertido motor S
Os veículos produzidos pela Vemag vinham equipados com o motor de 1000 cm³ desde 1961, que forneciam 50 cv SAE a 4500 rpm. Um modo de diferenciar o novo modelo já em seu lançamento, em 1964, foi selecionar os motores que saíssem da linha de produção fornecendo um valor de potência acima do valor médio esperado.
Então foi anunciado que o Fissore seria equipado com o motor S. Mas esse motor era exatamente igual a qualquer outro motor que equipava outros modelos da Vemag. Simplesmente, quando fosse executado o teste de dinamômetro para controle de qualidade, o motor que fornecesse mais que 50 cv seria selecionado para o Fissore.
Raramente esses motores selecionados forneciam 60 cv, na maioria das vezes o valor ficava entre 54 cv e 56 cv.
É bom que se diga que as informações acerca do motor do Fissore são controversas, pois os motores "S" sabidamente tinham janelas de admissão, transferência e escape trabalhadas, maior taxa de compressão (8:1), carburador com giclês, difusores e filtro de ar diferentes em relação ao motor 1000 "normal". Era a mesma receita utilizada no Auto Union 1000S alemão, justificando assim a denominação "S". O Fissore ainda tinha relação de diferencial mais curta, o que também resultava em ganho de agilidade.
O motor S foi também utilizado no Malzoni GT e no Puma DKW, além de equipar também a última série do Belcar e da Vemaguet, a série S, do final de 1967. O Belcar S testado pela revista 4 Rodas em 1967 apresentou desempenho nitidamente superior ao normal.

## Os quatro modelos do Fissore

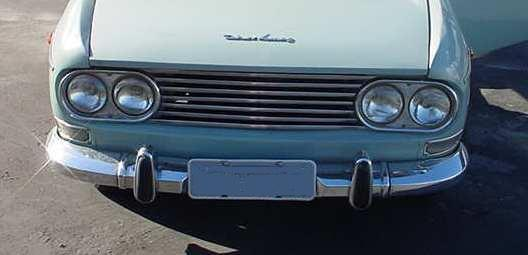
A dianteira clássica do Fissore, com quatro faróis e uma grade com 7 frisos, sofreu apenas uma modificação entre 1964 e 1966. As sinaleiras dianteiras passaram das posições centrais abaixo dos faróis para as posições que aparecem nesta foto. Também podem ser observados os piscas dos paralamas e o emblema "DKW Vemag" sobre o capuz do motor.

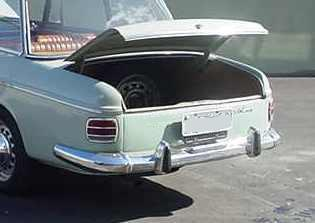
A traseira dos Fissore de 1966 e de 1967. O modelo do segundo semestre de 1965 ainda traz a entrada de combustível na lateral traseira direita. No modelo da foto, essa entrada já está colocada atrás da placa de sinalização. O modelo de 1967 receberia também novas sinaleiras.

Os chassis dos Fissore receberam números de identificação compostos pela letra "F" seguida de seis algarismos. Esses algarismos indicam a ordem de fabricação do exemplar na linha de produção, com a contagem iniciada pelo número "001000". Desse modo, o primeiro Fissore recebeu a identificação "F001000", enquanto o último recebeu a identificação "F003637".
O Fissore sofreu poucas alterações ao longo do período em que foi produzido. É um automóvel com ampla área envidraçada e linhas sutis, com poucos cromados. Oferecia boa dirigibilidade e boa estabilidade, mas uma relação peso/potência pouco generosa.
Ele transporta confortavelmente quatro pessoas, tendo capacidade para até seis passageiros. Tem duas amplas portas, que dão caminho livre para os bancos traseiros. No painel traz os instrumentos e acessórios típicos dos modelos da Vemag, um rádio com quatro faixas e duas caixas acústicas.
A dianteira do Fissore, uma frente clássica, que aparece na foto à esquerda, conta com quatro faróis em duas molduras típicas. Alguns modelos da Volkswagen do início dos anos 70 usavam molduras muito semelhantes às molduras que aparecem na foto à esquerda. Apenas o modelo de 1967 não tem essas molduras e tem a grade um pouco modificada, envolvente, e que contém os quatro faróis.
A traseira tem duas sinaleiras de desenho delicado, que incluem sinaleiras de ré como itens de série. (Todos os outros modelos da Vemag e vários automóveis de sua época, incluindo vários modelos do Fusca, não tinham sinaleiras de ré.) Os outros modelos da Vemag tinham esse "acessório" apenas como opcional. Apenas o modelo de 1967 recebeu sinaleiras diferentes, mais amplas e seguras, semelhantes às sinaleiras traseiras do modelo de 1967 da Vemaguet.
Poderiam ser identificados quatro modelos, muito semelhantes entre si, sendo que o último, de 1967, é o que apresenta as principais diferenças em relação aos anteriores. O primeiro modelo, o Fissore 64, foi comercializado em 1964 e no primeiro semestre de 1965, até o mês de agosto. O segundo modelo, o Fissore 65, produzido entre setembro e dezembro de 1965, recebeu uma tampa para o porta-malas mais curta, que terminava na linha do friso central.
O primeiro modelo inclui os Fissore com número de chassis até "F002216", enquanto o segundo inclui desde o "F002217" até o "F002424".
Os modelos até o final de 1965 tinham as sinaleiras dianteiras colocadas abaixo dos faróis, aproximadamente colocadas na linha média das molduras dos faróis. Todos os quatro modelos tinham pisca piscas colocados nos paralamas dianteiros, integrados aos frisos.
O terceiro modelo, de 1966, recebeu um novo tanque de combustível, solidário ao fundo do porta-malas, e teve a entrada de combustível passada para trás da placa de identificação. Esse modelo também recebeu novas sinaleiras dianteiras, que podem ser vistas na primeira foto desta sessão e em detalhe na foto à direita, mais abaixo, que permaneceram no modelo seguinte.

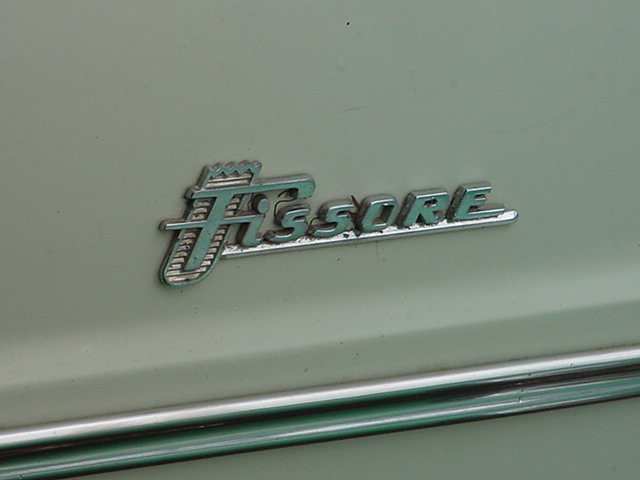
O emblema Fissore nos paralamas dianteiros direitos de um modelo de 1965...

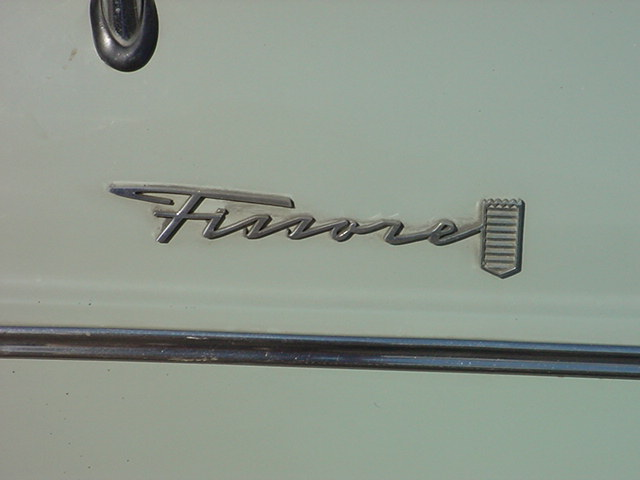
... e de um modelo de 1966.

O modelo de 1966 incorporava algumas medidas para reduzir peso e melhorar o desempenho. A primeira delas era o formato e a disposição do novo tanque de combustível. A tampa do porta-malas, mais curta, permitia melhor distribuição de esforços ao longo da carroceria na parta traseira e, consequentemente, menor peso da estrutura. Além disso, os vidros tinham espessura menor.
O quarto e último modelo, de 1967, com sistema elétrico de 12 V, recebeu modificações na grade dianteira e nas sinaleiras traseiras, acompanhando a tendência estética dos modelos desse ano. O emblema dos paralamas dianteiros permaneceu semelhante ao que aparece na foto à direita, de um modelo de 66, mas perdeu o brasão. Um novo brasão foi colocado abaixo da linha central, nos paralamas, entre as rodas e as portas.
Todos os modelos contavam com as rodas com doze janelas para ventilação, presentes em todos os modelos da Vemag a partir de 1964. Os modelos do Fissore de 1966 e de 1967 tinham como acessório opcional freios a disco nas rodas dianteiras e, nesse caso, contavam com rodas adequadas.
Todos os modelos contavam também com luzes para sinalização de abertura das portas, um "acessório" introduzido pelo Fissore. Além disso, os primeiros modelos, até o final de 1965, que podiam ter opcionalmente dois bancos dianteiros ao invés de um único, tinham esses bancos reclináveis, outro "acessório" introduzido pelo Fissore.

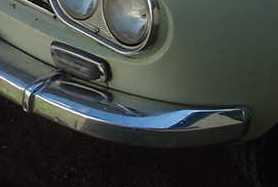
A sinaleira dianteira esquerda de um Fissore 65.

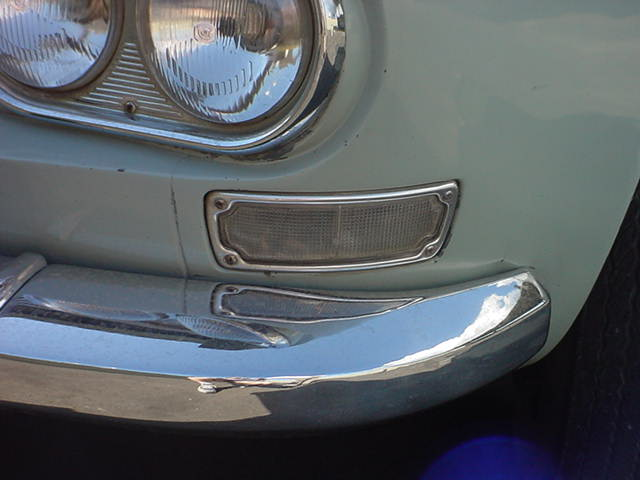
A sinaleira dianteira esquerda de um Fissore 66. Essa sinaleira permaneceu no modelo de 1967.

Os modelos de 1966 e de 1967 contavam também com outro opcional, um sistema de circulação de ar quente, uma novidade entre os modelos da Vemag. Nos modelos que contavam com esse opcional, havia uma bomba de água acoplada ao alternador. Havia também um painel para controle desse sistema, abaixo do painel de instrumentos, e duas saídas de ar, nas laterais do painel.
Os modelos de 1966 e de 1967 acompanharam os outros modelos da Vemag e passaram a contar com volante "cônico", ao invés do volante "plano", dos modelos anteriores. Com esse novo volante, as capas da barra de direção foram encurtadas e as alavancas de sinalização de conversão e de acionamento de luzes também sofreram adaptações.
O modelo de 1966 trazia ainda outro opcional, que em pouco tempo teve sua produção descontinuada por não ter sido aprovado... o retorno automático do pisca pisca. Ele fora instalado em algumas unidades e apresentou muitos problemas de funcionamento. Atualmente, é um item bastante raro entre as autopeças da Vemag.
O modelo de 1966 inclui os Fissore com número de chassis desde "F002425" até "F003083", enquanto o modelo de 1967 inclui os Fissore a partir de "F003084".
Por fim, é interessante ressaltar que todos os modelos do Fissore contavam com o Lubrimat, um sistema automático para lubrificação do motor de dois tempos. O Fissore, aliás, foi o primeiro modelo da Vemag equipado com esse sistema.